# 운명의 손
《운명의 손》(The Hand Of Destiny)은 한국에서 제작된 한형모 감독의 1954년 멜로/로맨스, 드라마 영화이다. 이향 등이 주연으로 출연하였고 한형모 등이 제작에 참여하였다.

## 출연

### 주연
- 이향
- 윤인자
- 주선태

## 기타
- 조명: 이한찬
- 녹음: 최칠복
- 미술: 이봉선